# Демократска партија социјалиста Црне Горе
Демократска партија социјалиста Црне Горе (ДПС) је политичка странка у Црној Гори. Настала је средином 1991. трансформацијом дотадашњег Савеза комуниста Црне Горе. Током своје историје, пролазила је кроз неколико развојних фаза. Први предсједник ДПС био је Момир Булатовић, а бивши предсједник странке је Мило Ђукановић, који је ту функцију обављао од 1998. до 2023. Тренутни предсједник странке је Данијел Живковић.
Иако је првобитно била дефинисана као грађанска странка љевичарског усмјерења, која се након страначког раскола из 1997. и формално залагала за плуралистичку варијанту црногорског грађанског национализма, током нариједних година се у пракси показало да политика ДПС све више скријеће ка афирмацији црногорског етничког национализма, што је до пуног изражаја дошло након проглашења државне независности Црне Горе (2006). ДПС-ова политика практичног фаворизовања етничких Црногораца и промовисања њихових интереса показала се већ приликом усвајања новог Устава Црне Горе (2007), чиме је означен почетак интензивне црногоризације у свим областима друштвеног живота.
Са таквом националистичком преоријентацијом странке није се слагала грађанска струја, коју је унутар ДПС предводио Филип Вујановић, али то није имало већег утицаја на вођење страначке политике. Коначна побједа националистичке струје најављена је приједлогом новог страначког програма, који је представљен у октобру 2019, а којим се одустало од одржавања дотадашњег привида о „грађанском” усмјерењу ДПС. Та појава је дошла до посебног изражаја у новим програмским одредбама о залагању за стварање Црногорске православне цркве, чиме је и формално прекорачена граница између политике и религије. Након парламентарних избора у Црној Гори 2020. одлазе у опозицију након скоро 30 година непрестане владавине том земљом.

## Историја
ДПС је настала средином 1991. године, трансформацијом дотадашњег Савеза комуниста Црне Горе. На првом (оснивачком) конгресу ДПС, који је одржан 22. јуна 1991. године у Подгорици, за првог предсједника ДПС изабран је Момир Булатовић, дотадашњи предсједник Централног комитета СКЦГ, који је у то вријеме био и предсједник Предсједништва Црне Горе. Пошто је већина посланика у тадашњој Скупштини Црне Горе учествовала у трансформацији СКЦГ у ДПС, странка је од свог настанка била владајућа, а у најужем руководству странке налазио се и Мило Ђукановић, тадашњи предсједник Владе Црне Горе.
Недуго по оснивању, ДПС се суочила са првим великим искушењем, пошто је већи дио страначког руководства у октобру 1991. године одустао од дотадашњег залагања за очување Југославије, прихвативши приједлог Европске заједнице о признавању пуног државног суверенитета и независности свих југословенских федералних јединица. Усљед негодовања и подјела у страначкој бази, руководство ДПС се вратило на претходне позиције, али мањи дио страначких функционера је и након тога наставио да се залаже за суверенистичку опцију.
Пошто се знатна већина грађана Црне Горе у то вријеме залагала за опстанак заједничке државе, руководство ДПС је почетком 1992. године подржало идеју о преуређењу преосталог дијела Југославије, што се у пракси свело на Црну Гору и Србију. На референдуму о државном статусу Црне Горе који је одржан 1. марта 1992. године, ДПС је подржала останак Црне Горе у заједничкој држави са Србијом, што је 27. априла исте године довело до стварања Савезне Републике Југославије. Међутим, у вријеме преговора о уставном уређењу заједничке државе, руководство ДПС се залагао за што снажнију позицију Црне Горе, а један од главних заговорника такве политике је био Мило Ђукановић, тадашњи предсједник Владе Црне Горе, око кога је већ у то вријеме почела да се окупља суверенистичка струја у оквиру ДПС.
На првим предсједничким изборима, који су одржани крајем 1992. године, ДПС је кандидовала свог предсједника Момира Булатовића, који је након изборне поједе постао постао први Предсједник Републике Црне Горе, а на ту дужност је ступио почетком 1993. године. Почетком 1994. године, за потпредсједника ДПС изабран је Мило Ђукановић, чиме је његова позиција у странци додатно ојачана.

### Страначки раскол (1997)
Највећи потрес у историји ДПС догодио се током 1997. године, усљед избијања отвореног сукоба између двије групације, од којих је прва стајала уз Момира Булатовића, а друга уз Мила Ђукановића. Овај сукоб се из руководства пренио на цијелу странку, што је довело до њене подјеле на два супротстављена крила: Булатовићево и Ђукановићево. На предсједничким изборима, који су у Црној Гори одржани у октобру 1997. године, оба крила ДПС истакла су своје посебне кандидате: Булатовића и Ђукановића. Иако је однио побједу у првом кругу, Булатовић је изгубио у другом кругу, тако да је за новог Предсједника Црне Горе изабран Ђукановић, који је на ту дужност ступио почетком 1998. године.
Пошто је Ђукановићево крило, на чијем се челу формално налазила Милица Пејановић-Ђуришић (1997-1998), успјело да се избори за право на задржавање страначког имена, Булатовићево крило се у прољеће 1998. године трансформисало у нову странку под називом Социјалистичка народна партија Црне Горе (СНП). На скупштинским изборима који су у Црној Гори одржани крајем маја 1998. године, ДПС је наступила у оквиру коалиције Да живимо боље (ДПС-НС-СДП), која је однијела побједу на изборима. Недуго потом, крајем 1998. године, за предсједника ДПС изабран је Мило Ђукановић, који је на тој функцији остао до данас.

### ДПС као суверенистичка странка
Непосредно по окончању НАТО агресије на СРЈ (1999), у вријеме тешке унутрашње кризе, ДПС је иступила са захтјевом да се СРЈ трансформише у унију конфедералног типа, најавивши доношење посебне политичке декларације. Након договора између странака које су чиниле тадашњу владајућу коалицију у Црној Гори (ДПС, НС, СДП), Влада Црне Горе је 5. августа 1999. године усвојила политичку декларацију под називом Основи нових односа Црне Горе и Србије, чиме је означен почетак новог раздобља у политичкој дјелатности ДПС, која се од тог времена отворено декларисала као суверенистичка странка.
Крајем 2000. године, руководство ДПС је одлучило да одустане од дотадашњег залагања за конфедерални модел односа између Црне Горе и Србије, након чега су ДПС и СДП предложиле да Влада Црне Горе усвоји нову програмску декларацију, засновану на концепту државне независности Црне Горе, али са тим се у оквиру владајуће коалиције није слагало руководство НС, које се и даље залагало за раније дефинисани модел. Пошто се испоставило да компромис о том питању није могућ, Влада Црне Горе је 28. децембра 2000. године већином гласова усвојила нову политичку декларацију, засновану на концепту државне независности Црне Горе. За усвајање тог документа гласали су министри из редова ДПС и СДП, док су министри из редова НС најавили напуштање владајуће коалиције. Та одлука је реализована почетком јануара 2001. године, када је НС и званично раскинула коалицију са ДПС и СДП, што је потом довело до пријевремених избора.
На скупштинским изборима који су у Црној Гори одржани у прољеће 2001. године, ДПС је заједно са СДП наступила у оквиру коалиције под називом "Побједа је Црне Горе", која је освојила највише гласова, али не и апсолутну већину посланичких мандата, након чега је усљедио период политичке нестабилности, током кога је Црну Гору водила мањинска влада ДПС и СНП. Управо у то вријеме, у рјешавање питања о преуређењу односа у тадашњој СРЈ укључила се и Европска унија, под чијим је покровитељством био постигнут Београдски споразум, који је потписан 14. марта 2002. године од стране највиших представника власти у Црној Гори и Србији. Овај споразум је предвиђао трансформацију СРЈ у лабаву државну заједницу Црне Горе и Србије, тако да је ДПС подржала његово усвајање у Скупштини Црне Горе, док је коалициона СДП гласала против, тако да је споразум на крају био усвојен гласовима посланика ДПС и Коалиције за Југославију (СНП, НС, СНС).
На новим скупштинским изборима који су у Црној Гори одржани у октобру 2002. године, ДПС је учествовала у оквиру коалиције под називом "Демократска листа за европску Црну Гору", која је успјела да освоји већину посланичких мандата. Након конституисања новоизабраног сазива Скупштине Црне Горе, Мило Ђукановић је 25. новембра 2002. године поднио оставку на функцију Предсједника Црне Горе, ради преласка на функцију предсједника Владе Црне Горе, на коју је изабран 8. јануара 2003. године. На предсједничким изборима, који су у Црној Гори одржани у мају 2003. године, ДПС је заједно са својим коалиционим партнерима кандидовала Филипа Вујановића, који је однио побједу, поставши нови Предсједник Црне Горе.

### Дјелатност након 2006. године
Кандидат ове партије на председничким изборима 2008. године био је Филип Вујановић, који је тада по други пут победио. Њихов слоган гласи: „Без дилеме“.
На изборима за предсједника Црне Горе 2013. године, Филип Вујановић осваја свој трећи заредом мандат предсједника Црне Горе.
На последњим парламентарним изборима у Црној Гори (одржаним 16.10.2016), самостално је освојила 35 од 81 мандата, док један мандат припада Либералној Партији како се кандидат те партије нашао на њиховој изборној листи, те је формирала владу са дотадашњим коалиционим партнерима — мањинским странкама Бошњачком странком, Хрватском Грађанском Иницијативом и коалицијом Албанци Одлучно али и Социјалдемократама.

### Осми конгрес
На VIII конгресу Демократске партије социјалиста, који је одржан 30. новембра 2019. године у Подгорици, најавио је да ће та партија са позиција власти, наставити са процедуром доношења Закона о слободи вјероисповијести, чији је главни циљ да успостави Црногорску православну цркву.
Демократска партија социјалиста, вођена доследним опредјељењем за заштиту и афирмацију права и слобода сваког грађанина, дакле и вјерских слобода, има разумијевање за очекивање једног дијела наше јавности да у процедурама утемељеним у грађанским и канонским прописима и правилима обнови историјски неупитну Црногорску православну цркву— Мило Ђукановић
Гости на конгресу су били премијер Северне Македоније Зоран Заев, председник Српског покрета обнове Вук Драшковић и председник Лиге социјалдемократа Војводине Ненад Чанак.
Као реакцију на партијско мешање у црквена питања, епископ будимљанско-никшићки Јоаникије је 2. децембра најавио Свеправославни сабор у Никшићу за 21. децембар.

### Девети конгрес
На IX конгресу ДПС-а, потврђен је партијски курс и за председника је поново изабран Мило Ђукановић. У свом говору, Ђукановић је оптужио Српску православну цркву да је подстрекач геноцида:
На политички терен у Црној Гори, брутално је уведена и Српска православна црква, као доказано најопакији инструмент великосрпског национализма. Подстрекач, јатак и адвокат најмонструознијег геноцида у Европи новога доба. (...) Српска православна црква је наводно бранила угрожене светиње, иако је заправо провидно покушавала да задржи незаконито присвојену имовину коју су градили црногорска држава и грађани, а која је уз то и културно-историјска баштина Црне Горе. Дакле, наш идентитет, наше име и презиме.— Мило Ђукановић
Учеснике конгреса је путем видео линка поздравила и Латинка Перовић:
Удаљили сте се од великосрпске политике коју је симболизовао Слободан Милошевић, обновили државности, али знали сте зашто вам је потребна обнова. Изгубили сте убиством Зорана Ђинђића партнера у Србији, али ваши су односи са свим земљама у региону добри, успешни, на истом трагу модернизације друштава. Поставили сте обнову државности као циљ, ушли сте у обнову суверенизма, али са оријентацијом да се очува антифашистички, мултинационални, мултиверски карактер Црне Горе и мислим да сте то у највећој мери успевали. Окренули сте се Европи, ушли у НАТО…— Латинка Перовић

### Одлазак у опозицију
Током 2022. године, ДСП је био у опозиција у 20 од 25 општина Црне Горе. Бијело Поље, Бар, Плав, Гусиње и Петница бил есу општине у којима је странка остала на власти.
Као предсједник Скупштине Црне Горе, Андрија Мандић је у свој кабинет поред заставе Црне Горе поставио и заставу Књажевине односно Краљевине Црне Горе. Демократска партија социјалиста, Социјалдемократе, Хрватска грађанска иницијатива и Демократска унија Албанаца су тврдили да је поставио „заставу Србије” и поднијели су кривичну пријаву против њега.
Децембра 2024. неколико бивших министара и високих чиновника из редова ДПС-а је ухапшено и пријављено за проневеру и корупцију.

## Изборни резултати

### Парламентарни избори
| Избори | Вођа странке     | Резултат | Резултат | Резултат | Резултат | Коалиција | Место | Стање                 |
| Избори | Вођа странке     | Гласови  | %        | Мандати  | +/–      | Коалиција | Место | Стање                 |
| ------ | ---------------- | -------- | -------- | -------- | -------- | --------- | ----- | --------------------- |
| 1990.  | Момир Булатовић  | 171.316  | 56,18%   | 83 / 125 | /        | /         | 1.    | Већина                |
| 1992.  | Момир Булатовић  | 126.083  | 42,66%   | 46 / 85  | 37       | /         | 1.    | Већина                |
| 1996.  | Момир Булатовић  | 150.237  | 49,92%   | 45 / 71  | 1        | /         | 1.    | Већина                |
| 1998.  | Милица Пејановић | 170.080  | 48,87%   | 32 / 78  | 13       | ЕЦГ       | 1.    | Коалиција             |
| 2001.  | Мило Ђукановић   | 153.946  | 42,04%   | 30 / 77  | 2        | ЕЦГ       | 1.    | Коалиција             |
| 2002.  | Мило Ђукановић   | 167.166  | 48,00%   | 31 / 75  | 1        | ЕЦГ       | 1.    | Коалиција             |
| 2006.  | Мило Ђукановић   | 164.737  | 48,62%   | 32 / 81  | 1        | ЕЦГ       | 1.    | Коалиција             |
| 2009.  | Мило Ђукановић   | 168.290  | 51,94%   | 35 / 81  | 3        | ЕЦГ       | 1.    | Коалиција             |
| 2012.  | Мило Ђукановић   | 165.380  | 45,60%   | 32 / 81  | 3        | ЕЦГ       | 1.    | Коалиција             |
| 2016.  | Мило Ђукановић   | 158.490  | 41,41%   | 35 / 81  | 3        | /         | 1.    | Коалиција             |
| 2020.  | Мило Ђукановић   | 143.548  | 35,06%   | 29 / 81  | 6        | /         | 1.    | Опозиција (2020—2022) |
| 2020.  | Мило Ђукановић   | 143.548  | 35,06%   | 29 / 81  | 6        | /         | 1.    | Подршка власти (2022) |
| 2020.  | Мило Ђукановић   | 143.548  | 35,06%   | 29 / 81  | 6        | /         | 1.    | Опозиција (2022—2023) |
| 2023.  | Данијел Живковић | 70.292   | 23,26%   | 17 / 81  | 12       | Заједно   | 2.    | Опозиција             |

### Председнички избори
| Година | Кандидат        | 1. круг — гласови | 1. круг — гласови | Проценат од важећих | 2. круг — гласови | 2. круг — гласови | Проценат од важећих |
| ------ | --------------- | ----------------- | ----------------- | ------------------- | ----------------- | ----------------- | ------------------- |
| 1990.  | Момир Булатовић | 1.                | 170.092           | 42,22%              | 1.                | 203.616           | 76,1%               |
| 1992.  | Момир Булатовић | 1.                | 123.183           | 42,8%               | 1.                | 158.722           | 63,4%               |
| 1997.  | Мило Ђукановић  | 2.                | 145.348           | 46,71%              | 1.                | 174.745           | 50,79%              |
| 2003.  | Филип Вујановић | 1.                | 139.574           | 64,2%               | Н/Д               | /                 | /                   |
| 2008.  | Филип Вујановић | 1.                | 171.118           | 51,89%              | Н/Д               | /                 | /                   |
| 2013.  | Филип Вујановић | 1.                | 161.940           | 51,21%              | Н/Д               | /                 | /                   |
| 2018.  | Мило Ђукановић  | 1.                | 180.274           | 53,90%              | Н/Д               | /                 | /                   |
| 2023.  | Мило Ђукановић  | 1.                | 119.693           | 35,37%              | 2.                | 154.769           | 41,12%              |

## Досадашњи предсједници
| Бр. | Име и презиме          | Име и презиме | Почетак мандата   | Завршетак мандата | Трајање мандата     |
| --- | ---------------------- | ------------- | ----------------- | ----------------- | ------------------- |
| 1   | Момир Булатовић        |               | 22. јун 1991.     | 19. октобар 1997. | 6 година, 119 дана  |
| 2   | Милица Пејановић       |               | 19. октобар 1997. | 31. октобар 1998. | 1 година, 12 дана   |
| 3   | Мило Ђукановић         |               | 31. октобар 1998. | 5. април 2023.    | 24 године, 156 дана |
| -   | Данијел Живковић (в.д) |               | 5. април 2023.    | Тренутно          | 2 године, 47 дана   |

## Напомјене
1. ↑  од 2021.
2. ↑  пре 2021.